# Vélodrome de Weißensee

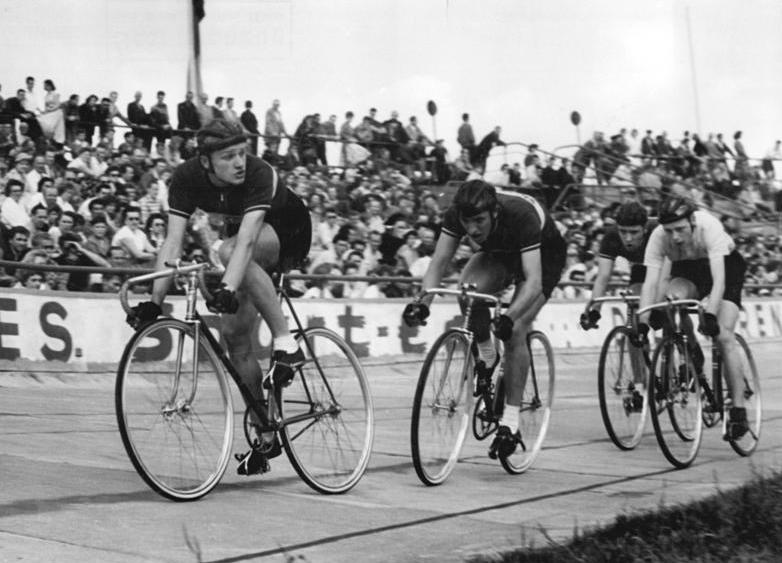
Compétition cycliste en 1958.

Le vélodrome de Weißensee (Radrennbahn Weißensee en allemand) est un ancien vélodrome de la ville de Berlin, capitale de l'Allemagne.

## Histoire
Construit en 1955, dans le quartier de Weißensee à Berlin-Est, il a accueilli des compétitions de cyclisme sur piste ainsi que d'importants concerts.
Il a été démoli à la fin des années 1990.
Le vélodrome a accueilli, durant la période Est-allemande, les concerts de Joe Cocker, Bruce Springsteen, James Brown ou ZZ Top. Le concert de Bruce Springsteen, qui a rassemblé environ 160 000 personnes le 19 juillet 1988, est le plus gros concert de l'histoire de l'Allemagne de l'Est.